# Naseem Hamed
Pour les articles homonymes, voir Hamed.
 (mars 2017).
Si vous disposez d'ouvrages ou d'articles de référence ou si vous connaissez des sites web de qualité traitant du thème abordé ici, merci de compléter l'article en donnant les références utiles à sa vérifiabilité et en les liant à la section « Notes et références ».
Naseem Hamed (en arabe نسيم حميد, également surnommé Prince Naseem) est un boxeur britannique d'origine Yéménite né le 12 février 1974 à Sheffield (Angleterre) devenu champion du monde des poids plumes.

## Biographie
Ses parents sont d’origine yéménite et ont émigré à Sheffield. Hamed a adopté le qualificatif de Prince et également le surnom de NAZ. Il est connu pour son style flashy[Quoi ?] et arrogant, ses entrées spectaculaires sur le ring. C’est un gaucher et son attitude de boxe est peu orthodoxe avec des positions de buste très particulières et des frappes explosives. L’Ordre de l’Empire britannique (MBE) a fait rentrer Hamed au Hall of Fame en 1999, puis lui a retiré cette distinction en décembre 2006, à la suite de ses condamnations de justice.

## Carrière

### Débuts
Après 69 combats en boxe amateur, Hamed débute la boxe professionnelle en poids mouches en 1992. Il gravit rapidement les échelons à la suite de ses résultats par K.O. À l'âge de 20 ans, le 11 mai 1994 à Sheffield, il remporte le titre européen EBU des poids coqs face à Vincenzo Belcastro. Ce dernier est complètement dominé dans les douze rounds. Après une défense de son premier titre, il ajoute la ceinture européenne des super-coqs à son palmarès en 1994, face à Freddy Cruz à Sheffield, par arrêt au 6e round. Hamed devient populaire. Par son style de boxe peu orthodoxe et son arrogance, par contre il attire de nombreuses critiques. Lors de certains de ses combats, il effectue des entrées spectaculaires dans le ring, notamment par culbute par-dessus la corde supérieure et improvise très souvent des petits shows à base de danse. À partir de 1995, lors de son apogée, Hamed monte dans la catégorie des poids plumes (moins de 126 livres) après avoir été nommé challengeur no 1 du champion du monde WBO de la catégorie. À Cardiff, Hamed remporte le titre au 8e round. Sa première défense se fera contre l’autrichien d’origine nigériane, Said Lawal, qu'il bat par mise hors-combat au bout de 45 secondes. Ce fut le sacre mondial le plus rapide jamais organisé en Écosse.

### Défenses de ceintures
Le 16 mars 1996, Hamed défend pour la première fois sa ceinture WBO à Glasgow, Écosse contre Dit Lawal, Hamed gagne par KO à la première reprise, puis le 8 juin 1996 à Newcastle contre le portoricain Daniel Alicea. Le combat est télévisé aux États-Unis par Showtime. Hamed rencontre un adversaire qui bouge bien et lui pose des problèmes d’ajustement jusqu’à se retrouver au tapis au premier round sur un contre. Chose unique, son coin lui demande d’adopter temporairement une garde haute alors que son style habituel est la garde basse qui fait sa réputation. Finalement, Alicea ira au tapis par deux fois à la seconde reprise et sera arrêté par l’arbitre. 
Pour sa troisième défense de ceinture à Dublin le 31 août 1996, Hamed rencontre à Dublin Irlande, l'ex double champion du monde mexicain Manuel Medina. Après un combat très difficile et rude, il l'emporte par arrêt conjointement du coin et du médecin à la 11e reprise. Hamed est pourtant atteint ce jour-là par une forte grippe. 
Pour sa quatrième défense, il rencontre l’argentin Remigio Daniel Molina qu’il stoppe au second round. Puis, au London Arena le 8 février 1997, c’est en 8 rounds qu’il se défait du champion du Monde IBF Tom "Boom Boom" Johnson et unifie les titres WBO et IBF après un combat serré où chacun esquive admirablement les attaques. Ensuite, il défend la ceinture unifiée WBO et IBF avec succès contre l’argentin Juan Gerardo Cabrera. 
En 1997, il sort de Grande-Bretagne, pour défendre sa ceinture WBO des poids plumes contre l’ex champion du monde des poids plumes, Kevin Kelley, au Madison Square Garden de New York. Son arrivée sur le Concorde de la British Airways, a été couverte par de nombreux médias. Ce combat marque en quelque sorte un tournant dans la carrière de Hamed. Pour la première fois de sa carrière, il est en difficulté. Hamed subit la pression au début du combat. Compté au 1er et 2e round, il reprend le dessus dès le 3e et envoie par deux fois Kelley au tapis au 4e round. Ce dernier est arrêté par l’arbitre. La chaîne télévisée HBO en 2002, a classé le combat parmi les 100 meilleurs moments de sport de l’histoire (« 100 Greatest Sporting Moments »).
En 1998, Naseem Hamed renonce à sa ceinture IBF en raison du conflit d'intérêts entre l'IBF et la WBO. Il conserve ensuite sa ceinture WBO par trois fois cette année là, d’abord face à l’ancien champion WBA Wilfredo Vázquez, puis face à l’ancien champion du monde WBC des poids coqs Wayne McCullough et en 1999 face au champion du monde WBC des poids plumes Cesar Soto. D’ailleurs, la rencontre Hamed contre Soto est un match très controversé. Notamment en raison de la pression et des accrochages de Soto ainsi que des coups bas et des frappes au sol de Hamed. Le match se termine par une victoire de Hamed lui permettant d'ajouter un nouveau titre poids plumes à son palmarès (unification des ceintures WBO et WBC). Lors du combat contre Wilfredo Vazquez, ce dernier conserve la ceinture WBA car elle ne sera pas unifiée avec celle de la WBO. Dommage, car Hamed aurait pu devenir le premier boxeur de l’histoire de la catégorie à détenir les quatre ceintures mondiales. La WBA ne lui accordera pas une autre occasion pour accomplir cet exploit. Comme pour la ceinture IBF, deux ans en avant, Naseem Hamed doit renoncer à sa ceinture mondiale WBC en raison de son engagement pour celle de la WBO.

### Perte de titre face àMarco Antonio Barrera
Pour la première fois de sa carrière professionnelle, Hamed perd le 7 avril 2001 au Grand Casino du MGM de Las Vegas face au mexicain Marco Antonio Barrera. Son record professionnel à l'époque est de 35 victoires sans aucune défaite et celui de son adversaire, 52 victoires et 3 défaites. Le match est retardé d’une heure pour l'élaboration de l'entrée d'Hamed, impliquant des feux d'artifice, une ambiance musicale et des jeux de lumières spectaculaires. Le show exige le transport d’une passerelle tractée à l’aide d’un palan vers le ring. Avant le match, Hamed dispose d’une cote de bookmaker en sa faveur de 8 contre 1. 
Contrairement à l’habitude, il n’atteint pas avec son bras arrière le champion mexicain qui se déplace continuellement vers la gauche et Barrera répond aux attaques d’Hamed par des séries et des contres très efficaces ; il sonne même Hamed dès le premier round. À la deuxième reprise, à la suite d'une saisie, les deux boxeurs chutent au sol. Barrera donne par mégarde un puissant crochet du droit conduisant l’arbitre Joe Cortez à lui attribuer un avertissement. Dans le 12e et dernier tour, Barrera enferme Hamed dans un coin du ring, furieux de son comportement désagréable. Il le bouscule et Hamed se cogne la figure contre le tendeur de coin. L'arbitre attribue un point de pénalité pour l’absence de maîtrise de Barrera.
Sur l’ensemble des reprises, Barrera délivre beaucoup plus de coups et avec puissance ainsi que de nombreuses combinaisons offensives. À la lecture de cartes de pointage, Barrera remporte le titre vacant IBO des poids plumes par une décision unanime : 115-112, 115 -112, 116-111.

### Dernier combat
Le 18 mai 2002, Hamed effectue un dernier combat, face au champion d'Europe Manuel Calvo pour la ceinture mondiale IBO des poids plumes. Ce titre est laissé vacant par son précédent adversaire, Marco Antonio Barrera. Naseem Hamed remporte le combat sur décision unanime mais la performance n’est pas convaincante. Son charisme, sa vitesse et sa précision de frappe semblent émoussés. 

### Polémiques
Le 2 mai 2005 à Sheffield, Hamed est impliqué dans la collision de trois véhicules, avec sa McLaren SLR. Il est arrêté le 3 mai puis libéré sous caution et déféré le 3 décembre au tribunal de première instance de Sheffield. Le 31 mars 2006, il est inculpé et menacé d’un risque d’emprisonnement par le juge de la Cour Royale de Sheffield. Le juge Alan Goldsack de Sheffield met l'affaire en référé jusqu'au 12 mai afin de permettre une enquête complémentaire. La cour de justice a auditionné la personne blessée à sa sortie de l’hôpital, Anthony Burgin ainsi que son épouse également blessée dans l’accident. Le 12 mai, le tribunal entend dans une audience finale Naseem Hamed et son passager, l'homme d'affaires Asif Goro. L'enquête démontre que sa voiture a franchi une ligne continue à grande vitesse pour s’écraser sur la Volkswagen Golf qui surgit d'un dos d’âne. Puis elle a percuté un second véhicule, une Ford Mondeo, qui a essayé de la dépasser. M. Burgin, le conducteur de la Volkswagen Golf, a subi de nombreuses fractures et une forte commotion cérébrale. Par contre, Naseem Hamed est sorti indemne. Hamed est emprisonné durant 15 mois après avoir plaidé coupable. Il est également condamné à quatre ans de suppression de permis. Durant l’affaire, il s'est vu infliger trois autres condamnations antérieures pour des infractions de vitesse avec une voiture de sport. Hamed obtient une libération anticipée le 4 septembre 2006 après avoir purgé 16 semaines sur 15 mois de condamnation. Il est placé en surveillance à domicile et contrôlé par un bracelet électronique. Anthony Burgin, le conducteur du véhicule ayant heurté la McLaren de Hamed, a déclaré : « Je suis étonné qu’après un tel accident, M. Hamed ait été libéré après moins de quatre mois de détention ». Mais, quelque temps après, Anthony Burgin est arrêté et accusé de conduite dangereuse lors d’un incident auquel aurait participé Eleasha Hamed (l'épouse de Naseem Hamed), le 19 avril 2007. Burgin plaide non coupable et comparaît en cour de justice le 17 mars 2008, à la suite de laquelle il est libéré de ses charges.

### Héritage et impact
À l’époque, Naseem Hamed et Arturo Gatti comblent l’absence provisoire de combattants de la trempe d’Oscar de la Hoya, de Kostya Tszyu et du mexicain Julio Cesar Chavez. Hamed devient une des vedettes des petites catégories et son grand charisme enthousiasme un grand nombre de fans. Hamed inspire le rappeur Nas dans la chanson You Won't See Me Tonight, avec les paroles « Je ne peux pas oublier comment je vous ai rencontré - vous avez pensé que j'étais un boxeur, Prince Naseem, mais j' suis le gangster, Nas de Queens ». Hamed, lui-même, a enregistré un morceau avec le groupe de hip-hop, Kaliphz, chanson appelée Walk Like A Champion, qui a atteint la 23e position dans le top 50 anglais (UK Singles Chart) en 1996. 
De grands champions et spécialistes de boxe disent que Hamed a droit à une reconnaissance publique au regard de sa carrière exceptionnelle de combattant. À la suite de sa défaite face à Antonio Barrera, il n'a pas réussi à remonter la pente. Il est vrai qu’une revanche contre Barrera lui aurait peut être permis de rebondir. Des combattants tels que Thomas Hearns et Shane Mosley sont des exemples de champions qui ont su revenir sur la scène. Mais sa défaite face à Barrera, a apparemment ébranlé sa confiance. 
Steve Bunce, célèbre spécialiste britannique de boxe, désigne personnellement Naseen Hamed le 15 mars 2008 sur l’antenne de la BBC comme étant le « plus grand boxeur britannique de tous les temps ». Une publication du plus célèbre magazine de boxe Ring Magazine, classe Hamed comme le 11e plus grand boxeur britannique de tous les temps et le 46e plus grand puncheur de tous les temps. Naseem Hamed a été nommé au « Best Sporting Legend », une distinction attribuée par divers organismes sportifs, y compris professionnels, notamment la « Sha Max Asian Association » et la « Britanix Sporting Centre ».

## Style de boxe
Hamed a fait la démonstration d’un style unique dans l’histoire de la boxe de haut niveau. Façon de faire qui a contribué à sa popularité et à faire jaser ses détracteurs. Hamed disposait d’un bon punch notamment du gauche lui favorisant des K.O. magistraux. Il a rarement utilisé des combinaisons de plus de trois coups. Séries généralement composées chez la plupart des combattants de jabs suivi d'un cross (direct du bras arrière), d’un crochet ou d’un uppercut. Hamed portait les coups avec une telle férocité qu’il a souvent perdu l'équilibre. Un défaut technique que les opposants tels que Kevin Kelley et Marco Antonio Barrera ont utilisé à leur avantage. Pour l’aspect défensif, Hamed s'appuie principalement sur sa forte capacité à esquiver sur place et à se dérober par des pas de retrait et de côté ; préférant cette forme de défense à des blocages. Son excellent « jeu de jambes », il le tient, dit-il, de ses cinq années de danse classique. Cette discipline a certainement développé sa faculté à bouger et à éviter les emprisonnements sur les cordes. Ainsi, Hamed ne cherchait pas le combat au corps à corps et a rarement accroché ses adversaires. Son intention était d’atteindre ses opposants à grande distance, se mettant à l’abri des attaques rapprochées. 
Hamed a souvent joué la comédie dans le ring. Lorsqu’il était touché, il souriait à ses adversaires, leur adressait grimaces, hochements de tête et haussements des épaules pour indiquer qu'il était indemne. Artiste du ring, il exécutait des pas de danse, et généralement ses entrées étaient ponctuées par un « saut périlleux » au-dessus des cordes. Ses adversaires ont rarement répondu à ses railleries et provocations. Seul Barrera, lors du championnat du monde IBO en 2001, furieux par sa désinvolture dans le douzième round, à l’occasion d’un corps à corps, l’a bousculé et la tête d'Hamed a heurté le tendeur du coin, ce qui a coûté à Barrera un point de pénalité. Après avoir quitté son premier entraîneur (et mentor) Brendan Ingle, Naseem Hamed n'a plus jamais boxé de la même manière. Ce premier avait repéré le style de boxe qui lui convenait et lui avait permis de l’affiner avec succès. Lors de certains combats, il effectue des entrées spectaculaires dans la foule. Le soir d'Halloween 1998, lors de son combat contre l’Irlandais Wayne McCullough, à la MEN Arena Manchester, il arrive sur un palanquin et masqué pour la circonstance.
Hamed est également connu pour ses comportements atypiques à l'extérieur du ring. Notamment, il a une altercation à l'aéroport d'Heathrow avec l'ancien champion du monde Chris Eubank. Il exhibe sa ceinture et lui rappelle qu'il n'est plus le champion en titre. Durant sa carrière professionnelle, il est géré par Barry Hearn puis Frank Warren et enfin, par son frère aîné, Riath Hamed. En mai 2006, il est emprisonné durant 15 mois pour conduite automobile dangereuse, mais bénéficie d'une libération anticipée en septembre 2006. On dit que lors de sa détention, il a atteint le poids de 180 livres, bien au-delà de sa catégorie de champion de monde des poids plumes, c’est-à-dire jusqu’à la limite des 126 livres.
Sa manière de faire, en défense et en attaque, a radicalement remis en question la façon de boxer traditionnelle (bien en appui, tronc droit, etc.) comme ce fut le cas pour le poids lourd américain Mohamed Ali. Ce dernier, icône de la boxe des années 1970, a influencé de nombreuses générations de combattants toutes boxes confondues par son jeu de jambe, ses mouvements de buste et ses contre-attaques foudroyantes.

## Palmarès
- En boxe amateur : 67 combats, 62 victoires (dont 17 par K.O.), 5 défaites
- En boxe professionnelle : 37 combats, 36 victoires (dont 31 par K.O.), 1 défaite
  - Champion d'Europe des poids coq le 11 mai 1994. 
  - Champion unifié des plumes (IBF, WBO) du 8 février 1997 au 19 juillet 1997. 
  - Champion du monde Unifié (WBC & WBO – poids plumes de 1999 à 2000.
  - Champion du monde WBO – poids plumes de 1995 à 2000 (titre qu'il a défendu 15 fois).
  - Champion du monde IBO  poids plumes en 2002 le 18 mai.

## Distinctions
- Hamed est membre de l'International Boxing Hall of Fame depuis 2015.